# 承德勿忘草
承德勿忘草（学名：Myosotis bothriospermoides）是紫草科勿忘草属的植物，为中国的特有植物。分布在中国大陆的河北等地，多生于低湿地，目前尚未由人工引种栽培。